# Frontière entre Antigua-et-Barbuda et la France
La frontière entre Antigua-et-Barbuda et la France concerne la limite maritime entre Antigua-et-Barbuda et les îles françaises de Saint-Barthélemy (au nord) et de Guadeloupe (au sud).

## Historique
C'est l'une des dernières frontières sur laquelle la France devait légiférer après Sainte-Lucie (mars 1981), Dominique (septembre 1987) et la Grande-Bretagne pour Anguilla et Montserrat (juin 1996) et la définition de la ZEE avec les Pays-Bas (avril 2016) .
Un accord de délimitation maritime avec le Gouvernement d’Antigua-et-Barbuda a été signé le mercredi 15 mars 2017,. Le décret est lui publié le 3 avril 2019. 
Il est complété par un accord sous forme d'échange de notes entré en vigueur le 4 mars 2021 et qui, dans le respect de l'accord de 2017, fixe les coordonnées du point de trijonction entre les zones maritimes de la France, du Royaume-Uni et d'Antigua-et-Barbuda. 

## Caractéristiques
Les espaces maritimes de chacun des deux pays sont délimités par la ligne située à égale distance de leur ligne de base respective ; elle joint par des arcs géodésiques les points dont les coordonnées géographiques sont les suivantes (dans le système géodésique WGS 84) :

### Ligne de délimitation entre Saint-Barthélemy et Antigua-et-Barbuda
- Tripoint avec Anguilla : loxodromie d'azimut 11,2 degrés jusqu'à ce qu'elle atteigne les espaces maritimes voisins ; désormais, le tripoint est fixé par l'accord du 4 mars 2021[5]
- T1 : 18° 18′ 36,1″ N, 62° 13′ 37,3″ O
- A1 : 18° 17′ 37″ N, 62° 13′ 49,6″ O
- A2 : 18° 09′ 38,3″ N, 62° 15′ 28,4″ O
- A3 : 18° 01′ 30,4″ N, 62° 17′ 19,5″ O
- A4 : 17° 55′ 03,7″ N, 62° 18′ 51,3″ O
- A5 : 17° 51′ 07,2″ N, 62° 20′ 01,2″ O
- A6 : 17° 46′ 20,8″ N, 62° 21′ 51,7″ O
- A7 : 17° 41′ 46,2″ N, 62° 24′ 03,8″ O
- A8 : 17° 40′ 34,9″ N, 62° 24′ 47,1″ O
- Tripoint avec Saint-Christophe-et-Niévès: loxodromie d'azimut 210,2 degrés jusqu'à ce qu'elle atteigne les espaces maritimes voisins

### Ligne de délimitation entre la Guadeloupe et Antigua-et-Barbuda
- Tripoint avec Montserrat: loxodromie d'azimut 254,1 jusqu'à ce qu'elle atteigne les espaces maritimes voisins
- B1 : 16° 41′ 32,1″ N, 61° 48′ 25,4″ O
- B2 : 16° 43′ 49,2″ N, 61° 40′ 04,9″ O
- B3 : 16° 49′ 04,7″ N, 61° 27′ 52″ O
- B4 : 16° 53′ 02,1″ N, 61° 16′ 30,4″ O
- B5 : 16° 59′ 43,2″ N, 61° 02′ 46,3″ O
- B6 : 17° 15′ 27,3″ N, 60° 40′ 22,1″ O
- B7 : 17° 34′ 03,1″ N, 60° 12′ 46″ O
- B8 : 17° 46′ 37″ N, 59° 50′ 33,3″ O
- B9 : 18° 08′ 33,2″ N, 59° 08′ 04″ O
- B10 : 18° 25′ 46,1″ N, 58° 34′ 02,8″ O
- Loxodromie d'azimut 62,2 degrés jusqu'à ce qu'elle atteigne la limite extérieure des espaces maritimes

## Carte des frontières maritimes dans les Caraïbes

Délimitations des frontières maritimes dans les États et territoires des Caraïbes.